# ناحیه میلان، شهرستان دیکلب، ایلینوی
ناحیه میلان (به انگلیسی: Milan Township) یک منطقهٔ مسکونی در ایالات متحده آمریکا است که در شهرستان دیکلب واقع شده‌است. ناحیه میلان ۲۷۰ متر بالاتر از سطح دریا واقع شده‌است.